# Volksbank Erle
Die Volksbank Erle eG war eine Genossenschaftsbank mit dem Sitz in Erle im Kreis Borken in Nordrhein-Westfalen. Im Jahre 2021 fusionierte die Bank mit der Volksbank Raesfeld zur Volksbank Raesfeld und Erle e.G.

## Geschichte

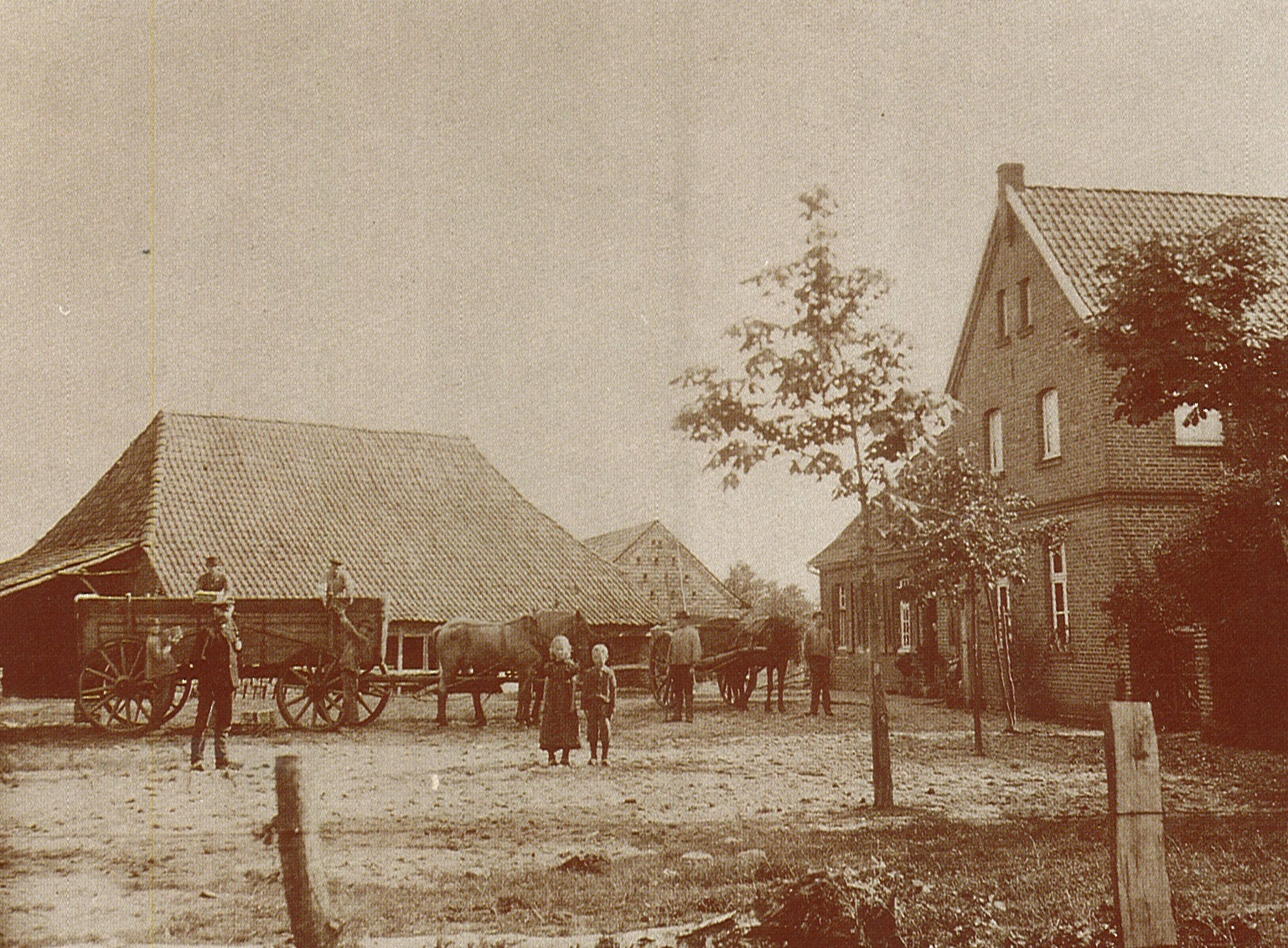
1887 nahm die Erler Spar- und Darlehenskasse ihre Geschäfte im Hause Menting auf.

Am 28. August 1887 gründeten 55 Erler, darunter Landwirte, Handwerker und Kaufleute, den Erler Spar- und Darlehnskassenverein eGmbH. Die Initiative ist damals von Pastor Nonhoff und seinem Kaplan, dem späteren Dechanten Peter Karthaus ausgegangen. Unmittelbar nach der Gründung traten die Mitglieder zur ersten Generalversammlung zusammen. Der erste Vorstand und Verwaltungsrat (heute Aufsichtsrat) wurde gewählt. Nach dem Vorbild der ländlichen Genossenschaftsidee von Friedrich Wilhelm Raiffeisen wollten die Mitglieder mit Selbsthilfe, Selbstverantwortung und Selbstverwaltung sich gegenseitig in schwierigen wirtschaftlichen Situationen unterstützen.
Die ersten Geschäftsräume befanden sich im Haus des Ziegeleibesitzers Wilhelm Menting. Die Gründer wählten Wilhelm Menting ebenfalls zum ersten Rendanten. Er führte die Geschäfte von 1887 bis 1931 noch ehrenamtlich.
1931 übernahm Hubert Menting die Aufgaben als Rendant seines verstorbenen Vaters. Da die Geldgeschäfte umfangreicher wurden, war Hubert Menting nun hauptamtlich tätig. Zur gleichen Zeit wurde das Kassenlokal ins Dorf, in einen Raum der Gaststätte Schneemann, verlegt. 

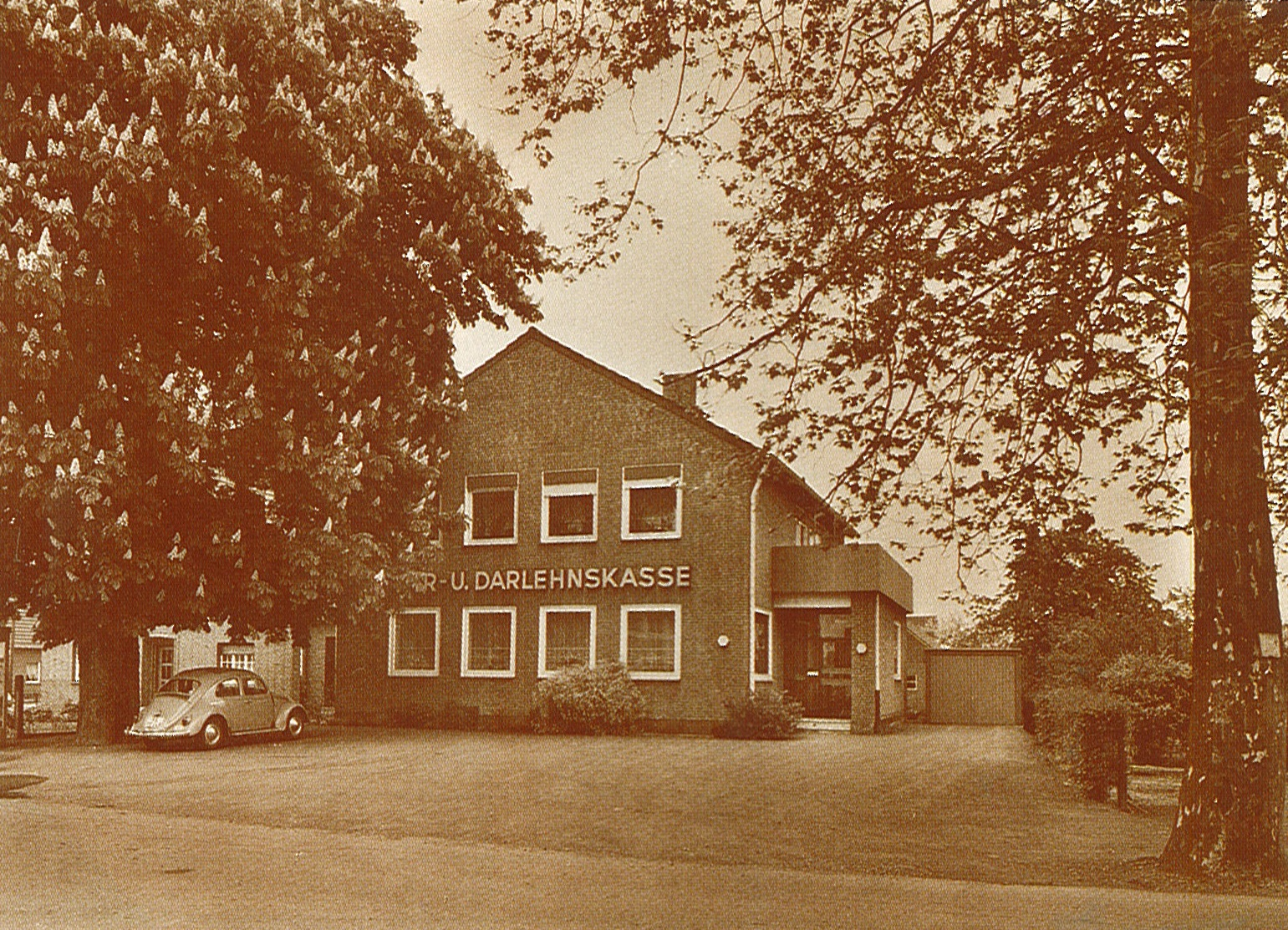
Das erste eigene Bankgebäude wurde 1966 an der Silvesterstraße in Betrieb genommen.

Der Zweite Weltkrieg verursachte einen Einschnitt in die Entwicklung der Bank. Hubert Menting wurde 1944 in den Kriegsdienst gerufen, sodass er die Geschäftsführung vorübergehend an den Vorstand zurückgeben musste. Zu guter Letzt wurde 1945 das Haus Schneemann zerstört. Bis zu dessen Wiederherstellung wurde das Kassenlokal im Hause Heßling-Funke untergebracht. Mit der Währungsreform starteten die Mitglieder einen Neubeginn und ließen den Zusammenbruch hinter sich. Am Tag der Währungsreform verwaltete die Spar- und Darlehenskasse 1.364.212 Reichsmark Einlagen, die nach der Währungsumstellung auf 118.642 DM zusammenschmolzen. 
Als die Kasse 1962 ihr 75-jähriges Bestehen feierte, hatte sie eine Bilanzsumme von 1,7 Mio. DM und rund 220 Mitglieder waren als Anteilseigner Träger des Unternehmens.
Das erste eigene Bankgebäude wurde am 5. Oktober 1966 an der Silvesterstraße 1 in Betrieb genommen. Vorher diente von 1958 bis 1966 das Haus Terhedebrügge als Domizil der Kasse. Ferner wurde 1966 die Haftungsform geändert. Aus der unbeschränkten wurde die beschränkte Haftung. Auf Beschluss der Generalversammlung wurde die Namensänderung auf „Volksbank Erle eG“ 1974 veranlasst. 
Das Bankgebäude wurde im Jahr des 100-jährigen Jubiläums bezogen. 2012 feierte die Volksbank Erle eG ihr 125-jähriges Jubiläum mit 2.225 Mitgliedern.

## Organe und Mitarbeiter
Die Volksbank Erle eG wurde durch den Vorstand vertreten. Dieser bestand aus zwei Mitgliedern. Der Aufsichtsrat setzt sich aus fünf Personen zusammen. 

## Engagement
Die Volksbank Erle unterstützte ortsansässige Vereine.